# Griffon de Bruxelas
Griffon de Bruxelas[Nota] (em francês:  Griffon Bruxellois) é uma raça de cão   de porte pequeno nomeada pela cidade de sua origem, Bruxelas, na Bélgica. Em sua terra natal é tratada como raça distinta de seus parentes, os Griffon Belga e o Petit Brabançon, embora em alguns outros países estes três caninos sejam vistos como uma única raça. De função inicial rateira (caçador de ratos), tornou-se cão de companhia descrito dócil e tolerante com outros cães.
Fisicamente, o griffon de Bruxelas possui uma pelagem mais longa e dura que os outros griffons, resultado dos cruzamentos seletivos entre variadas raças, incluído o yorkshire terrier e o pug. Essa pelagem dá ao griffon de Bruxelas a vantagem de resistir a climas mais frios e a neve embora não seja eficiente sob temperaturas rigorosas. Pesa de 3,4 a 6 kg e mede por volta de 28 cm, é uma raça obediente e que gosta de agradar ao dono
A raça ficou famosa depois de ter sido protagonista no filme Hollywoodiano Melhor é Impossível com Jack Nicholson. 